# パンセの諸版
ブレーズ・パスカルの遺著『パンセ』は、フランス本国でも多くの版が出ている。
主要な版と、作成されるに至った経過を解説する。

## パスカル死去時の自筆原稿
ポール＝ロワイヤル版への序文から（塩川訳   ）
この序文は匿名だが、パスカルの姉ジルベルト・ペリエの手紙から、彼女の長男エチエンヌ・ペリエ (1642-80) の執筆と判明している。

## 編集史
| 1662年         | パルカル、ペリエ家（姉ジルベルトの嫁ぎ先）で死去。 姉ジルベルト・ペリエ(1620-1687) が文書を相続。以後、ペリエ家が『パンセ』編集の中心となる。                     |
| 1660年代前半   | 自筆原稿を清書しなおした第1、第2写本完成。 |
| 1670年, 1678年 | ポール＝ロワイヤル版出版。ポール＝ロワイヤル修道院で編集。テーマ別。                                                                                              |
| 1711年         | ジルベルトの第5子ルイ・ペリエ (1651-1713) が、肉筆原稿の散逸を防ぐため、台紙にのりづけして「自筆原稿集」を作成。サン＝ジェルマン＝デ＝プレ教会図書館に寄託。      |
| 1842年         | ヴィクトル・クザン (1792-1867) が、王立図書館に移っていた自筆原稿集を検討。ポール＝ロワイヤル版は編者による改竄が多いと批判。                                     |
| 1844年         | フォジェール版出版。プロスペル・フォジェール (1810-1887) は、王立図書館の自筆原稿集から校訂しなおした。以後原文尊重の版が多種出版される。                         |
| 1897年         | ブランシュヴィック版出版。レオン・ブランシュヴィックは、彼が決めたテーマ別14章で編集。これが20世紀には世界で一番翻訳された。                                      |
| 1938年         | トゥルヌール版出版。ザカリー・トゥルヌールは、国立図書館に残る第1写本が、ポール＝ロワイヤル版序文が言うところの直接の写本であると提唱し、それに従った順序で編集。 |
| 1947年, 1951年 | ラフュマ版出版。ルイ・ラフュマは、トゥルヌールの説に賛同し、第1写本準拠で編集をより充実させた。                                                                   |
| 1976年         | セリエ版出版。フィリップ・セリエは、第2写本は第1写本より善本であるとして、こちらの順序に従った。                                                                  |

## 自筆原稿集

### 書誌事項
国立図書館蔵  手写本部 9202号。  A-Eの付録文＋498pp.   430×280mm 緑色の羊皮紙製本  
パスカル自身の筆跡ではない、口述筆記の断章も含む。
- Gallica 2012年公開分 代替文書からスキャン。奇数ページのみ1ページずつ、計283ページ収録。
- Gallica 2014年公開分 オリジナルからスキャン。見開き2ページずつ全ページ収録。ビューワーソフトでページ数も表示される。

### 来歴
パスカルの死後、自筆原稿は紐を使って60余の紙束に閉じられた状態で発見された。パスカルの姉ジルベルトが嫁ぎ先ペリエ家で保存。
ジルベルト死去（1687年）後、第5子ルイ・ペリエが相続した。
パスカル死後50年の時点で、すでに１割近くの文書が散逸していたとみられる。ルイは自筆原稿を430×280mmの台紙に張り付けて、それ以上の散逸をふせいだ。
ただし、それまでも原稿断章間の順序は混乱していたようだが、この糊付け作業で、さらに順序がわからなくなった。
1711年、仮綴じ状態でサン＝ジェルマン＝デ＝プレ教会図書館に寄託。1731年以後同図書館で製本。
革命後の1795年から、王立図書館（現国立図書館）が管理
。
- 自筆原稿および主要写本の来歴は、DescotesとProust によるWeb "Pensees de Pascal"で一覧できる。

## 第1・第2写本の共通点

### 筆写者
第1、第2写本とも主要な筆写者は同一人物で、つづりの特徴から職業筆写家とみられる。

### ファイル
この両写本は、原則として、4の倍数のページ単位からなる「ファイル」の集合となっている。
一般に本を作成するとき、１回折りの折り丁で4ページできる。
１つのファイル内の記事が、ちょうど4の倍数のページ量にならなければ、1-3ページの空白ページができる。原則としてこれを境界とみてファイル群の区別ができる。

### 「目次」
両写本とも「目次」（内容の一覧表）を含む。第1写本では2個所、第2写本では1個所。
この「目次」にある表題をもつファイル群が27、「目次」の表題をもたないファイル群が34または35あり、塩川は前者をAファイル、後者をBファイルと呼んだ。以下にはその名称を使う
。

#### 「目次」はパスカルが作成したのか？
「目次」の自筆原稿は現存しないため、この「目次」はパスカルの意図を反映しているか論争されてきた。
- 「目次」も本文と同一の筆写家が書いている。これは元原稿があったが、失われた可能性を示唆する。
- 第1写本に2個所、第2写本の1個所の「目次」は、「民衆の意見の健全さ」と一度書いて横線で引いて消してある事が、3つとも同じである。

そこでパスカル自身の原文がかつて存在し、それを横線をふくめて忠実に写したとみられる
。

## 第1写本

### 書誌事項
フランス国立図書館所蔵 手写本部 9203号。目次を除いて本文472pp. (合計496pp.)    350×230mm   半綴じ
- Gallica 2009年公開分 オリジナルから１ページずつスキャン。ビューワーソフトがページ数を表示。
- Gallica 2021年公開分 代替文書から１ページずつスキャン。ビューワーソフト上でページ数は計算が必要。

### 来歴
ドン・タッサン の『Saint-Maur修道会の文学史 (1770)』（1959年にラフュマが引用）が記載している。
パスカルの姉ジルベルトは1687年死去。第3子（次女）のマルグリッド・ペリエ (1646-1733) が相続。1715年か1723年頃、マルグリッドが、いとこでサン＝ジャン＝ダンジェリのベネディクト会修道院長のジャン・ゲリエ (Jean Guerrier, 1664?-1731) へ寄贈。1731年ゲリエが死に、サン＝ジェルマン＝デ＝プレ図書館に寄託。  1795年国立図書館へ。
以下のジャン・ゲリエの記載が第1写本の冒頭にある。
私が死んだら、このノートをサン＝ジェルマン＝デ＝プレに送って、サン＝ジェルマン＝デ＝プレに寄託されている原本を読みやすくしてください。1723年4月1日サン・ジャン・ダンジェリ修道院で作成。ジャン・ゲリエ

### 構成
ファイルは、塩川の用語で、目次, A1-27, 目次その2, B1-34 の順。

### 制作意図・制作時期
「人々が最初におこなったのは、文書をそれがあるがままに、見出されたときと同じ混乱状態において筆者させることであった。」
というポール＝ロワイヤル版序文の記録を反映する、現在に残る最初の写本。
ポール＝ロワイヤル版編集に使われたので、1660年代の筆写は確実。ジャン・メナールによれば1662-3年。

### 追記加筆
筆写家の文章以外に多数の追記加筆があり、大きく2種に分けられる。
1. 自筆原稿の解読過程での加筆
2. ポール＝ロワイヤル版出版のための編集文

後者はパスカルの原文をあえて改変した文である。
筆跡から推定すると、主に下記3人で分業した
。
- アルノー A7,15,16,18,B2
- ニコル A2,3,10,13,24,B16
- エチエンヌ  A9,19,26,B3,4,5,19,23,24,25,26,28,30,33

出版作業時点では各ファイルはまだばらばらだった可能性がある。

### 製本時期
上記のように、ポール＝ロワイヤル版編集作業時点では、各ファイルは別々だったとすると、仮綴じされたのは、同版の編集作業が終了した1670年前後か、それ以後。
すでに清書写本として第2写本ができていたとすると、仮綴じを急ぐ必然性はなく、ゲリエに寄贈された時点でもばらばらだった可能性もある
。
ラフュマによれば、現型に製本されたのは1731年にサン＝ジェルマン＝デ＝プレ教会に寄贈された後。

### ファイルの順序を決めたのは誰か？
仮綴じ時期を特定できないため、代々の所有者すべてに可能性がある。つまり長男エチエンヌ、母ジルベルト、3子マルグリッド、寄贈されたジャン・ゲリエ。ただしペリエ家の人々は、すでに第2写本を所有していたならば、あえてそれと違う順序でこちらを仮綴じしたとは、やや考えづらい。もっとも可能性があるのはジャン・ゲリエか
。

## 第2写本

### 書誌事項
国立図書館所蔵 手写本部 12449号。 全920pp. （ただしパンセの第2写本に相当するのは、その前半の、目次+本文531pp.）330×232mm 牛皮製本  
- Gallica 2013年公開分 オリジナルから1ページずつスキャン。ビューワーソフトでページ数が明らか。ただしpp.201-239はスキャン欠落。
- Gallica 2021年公開分 代替文書から2ページずつスキャン。全ページスキャンされているが、ソフト上でページ数は計算が必要。

### 来歴
ピエール・ゲリエ（Pierre Guerrier, 1696-1773) 神父の回想録が参考資料。
パスカルの姉ジルベルトは1687年死去。第3子マルグリッドが相続。マルグリッドは1723年頃にクレルモンのオラトリオ会図書館に寄贈。それを1936年以後にピエール・ゲリエ（ジャン・ゲリエの甥）個人が所有した。
ゲリエは1773年に死去し、1779年に王立図書館へ寄贈された。

### 構成
- ファイルの順序が第1写本と異なる。目次, B1, A1-27, B35, B32-34, B23-31, B21-22, B20, B2-19 の順。
- 第1写本にないB35ファイルをふくむ。これは単なる第1写本の写しではないことを示す。
- 原則として各ファイルのページは別々だが、一つのページ内で、あるファイルが終了後、続けて次のファイルが始まる場合がある。p.102でA11からA12、p.129でA15からA16、p.433でB3からB4。（およびピエール・ゲリエの筆写とみられる部のpp.400,401）

### 第1写本との筆写関係
第1写本に原文判読の苦労のあとがある多くの場所は、第2写本できれいに書き直されている。つまり第1写本（またはメナールの言うゼロ写本）から第2写本への筆写が推定される。
ただし単なる第1写本の写しではない。
- B35ファイルがある。
- 第1写本に「次の同一語までの見落とし」があり、第2写本ではなおっている個所がある[注 6]。

これを説明するため、メナールは「ゼロ写本」から第2写本に写されたと考えた

。他に、田辺の指摘のように、筆写家が自筆原稿を再読して書き直した可能性もある。

### 制作時期・制作意図
- おおよそ第1写本（またはゼロ写本）の写しであるので、自筆原稿の解読校正作業が終了した時以後。
- 第1写本内の加筆のうち、ポール＝ロワイヤル版発行のための文章の改変は反映されていないので、それが行われる以前。

上記の制作時期が推定されるため、第1写本がパスカルの原文の一応の完成原稿となった時点で、清書として作られた可能性が考えられる。

### 追記加筆
- 第1写本に比べて加筆は少なく、校訂者はほぼ一人で、エチエンヌ・ペリエとされる。
- pp.399-402（および第2写本が終わったあとの、pp.539-554のB19の複写）は別人（ピエール・ゲリエとされる）の筆写となっている。

### 製本時期
第2写本は『パンセ』とは無関係な文書を後ろにふくめて製本されている。現在の形に製本したのはピエール・ゲリエの所有後であり、1730年代以後とみられる。

### ファイルの順序を決めたのは誰か？
筆写終了後まもなく、正式な製本はされなくとも、仮綴じはされたはずである。
ポール＝ロワイヤル版編集の分業体制から、B群ファイルを一番読み込んでいたとみられるのはエチエンヌ・ペリエである。かつ清書写本をペリエ家に保存することを企図する人物としても、彼は有力候補である
。

## 両写本のファイルとページ数
両写本の各ファイルのページ数を示す。
以下のAファイルの題は「目次」の題（塩川訳）。Bファイルの題は塩川による仮題。
| ファイル                                        | 第1写本 | 第2写本      |
| ----------------------------------------------- | ------- | ------------ |
| 目次                                            | 0       | 0            |
| A1 順序                                         | 1-3     | 13-15        |
| A2 むなしさ                                     | 5-14    | 17-32        |
| A3 みじめさ                                     | 15-23   | 33-42        |
| A4 倦怠                                         | 27      | 45           |
| A5 民衆の意見の健全さ 現象の理由                | 31-36   | 47-56        |
| A6 偉大さ                                       | 37-41   | 57-61        |
| A7 矛盾                                         | 45-52   | 65-74        |
| A8 気晴らし                                     | 53-60   | 75-84        |
| A9 哲学者                                       | 61-62   | 85-87        |
| A10 最高善                                      | 65-66   | 91-93        |
| A11 Ａ・Ｐ・Ｒ                                  | 69-75   | 95-102       |
| A12 始まり                                      | 77-80   | 102-105      |
| A13 理性の服従と使用                            | 81-84   | 107-111      |
| A14 優越                                        | 85-86   | 111-113      |
| A15 移行                                        | 89-101  | 115-129      |
| 自然は損なわれている （これは対応ファイルなし） |         |              |
| A16 他宗教の誤り                                | 105-110 | 129-136      |
| A17 愛すべき宗教                                | 113     | 139          |
| A18 基礎                                        | 117-122 | 143-149      |
| A19 表徴としての律法                            | 125-140 | 151-168      |
| A20 ラビの教え                                  | 141-144 | 171-174      |
| A21 永続性                                      | 145-149 | 175-179      |
| A22 モーセの証拠                                | 153-154 | 183-185      |
| A23 イエス・キリストの証拠                      | 157-164 | 187-194      |
| A24 預言                                        | 165-172 | 197-206      |
| A25 表徴                                        | 173     | 207          |
| A26 キリスト教の道徳                            | 177-182 | 209-215      |
| A27 結論                                        | 185-187 | 217-219      |
| 目次その２                                      | 189     |              |
| B1 総覧                                         | 191-199 | 1-10         |
| B2 護教論的論説 1 賭                            | 201-208 | 411-418      |
| B3 護教論的論説 2 宗教的無関心の反駁            | 209-220 | 419-433      |
| B4 護教論的論説 2の2                            | 221-222 | 433-435      |
| B5 護教論的論説 3 堕落と贖い                    | 225-232 | 437-445      |
| B6 ユダヤ人の状態 1                             | 233-234 | 447-449      |
| B7 ユダヤ人の状態 2                             | 237     | 451          |
| B8 ユダヤ人の状態 3                             | 241-244 | 455-459      |
| B9 ユダヤ人の状態 4                             | 245-246 | 461-463      |
| B10 ユダヤ人の状態 5                            | 249     | 465          |
| B11 堕落                                        | 253-258 | 469-475      |
| B12 預言 1                                      | 259-265 | 477-484      |
| B13 預言 2                                      | 267-268 | 485-486      |
| B14 預言 3                                      | 271-277 | 489-497      |
| B15 預言 4                                      | 279-283 | 499-504      |
| B16 預言 5                                      | 285-286 | 507-509, 400 |
| B17 預言 6                                      | 289-297 | 511-520      |
| B18 預言、ユダヤ人の状態など                    | 301-303 | 523-525      |
| B19 表徴                                        | 305-309 | 527-531      |
| B20 権威と信仰など                              | 313-314 | 405-407      |
| B21 幾何学の精神と繊細の精神 1                  | 317-318 | 401          |
| B22 幾何学の精神と繊細の精神 2                  | 321-323 | 401-404      |
| B23 雑纂                                        | 325-346 | 275-300      |
| B24 雑纂 2                                      | 349-361 | 303-318      |
| B25 雑纂 3                                      | 365-384 | 321-344      |
| B26 雑纂 4                                      | 385-398 | 347-373      |
| B27 雑纂 5                                      | 401-408 | 375-383      |
| B28 雑纂 6                                      | 409-413 | 385-390      |
| B29 雑纂 7                                      | 417-423 | 391-398      |
| B30 雑纂 8                                      | 425-428 | 399          |
| B31 雑纂 9                                      | 429-430 | 400-401      |
| B32 奇跡 1 バルコスへの質問状                   | 435-437 | 229-232      |
| B33 奇跡 2                                      | 439-454 | 235-253      |
| B34 奇跡 3                                      | 455-472 | 254-273      |
| B35 エズラの作り話                              |         | 221-228      |

### どちらの写本のファイル順序がパスカルの意図に近いのか？
どちらの順序がパスカルの意図に近いか、決定する事はできない。内容としてはどちらでも不自然ではない
。

## その他の写本

### ペリエ写本
パスカルの姉ジルベルトの第5子、ルイ・ペリエが作成。
第1・第2写本作成時に、個人的な性質が強いとして除外された自筆原稿を集成。
この写本自体は失われたが、その写しを1944年にラフュマが入手、『パスカルの未刊の三断章』として発表。
- ラフュマ913-948（セリエ742-769）分は自筆原稿あり。
- ラフュマ978-982（セリエ743-782）分は自筆原稿なし。

### ゲリエ写本
マルグリッド・ペリエが所蔵していた文書などは1723年頃、クレルモンのオラトリオ会図書館に寄贈された。
同会士のピエール・ゲリエが作成した写本。
そのうち一つの写し（テメリクール嬢写本）は国立図書館蔵  手写本部 12988号。
- ラフュマ983-993（セリエ804-812）    （パスカルの自筆原稿はない）

### ジョリ・ド・フルーリー草稿
ジョリ・ド・フルーリー (1675-1756) の蔵書のうち、国立図書館 手写本部 2466号 内の記事。
「印刷刊行されるべきパンセ」の表題あり。ポール＝ロワイヤル1678年版に採用計画があったらしい。
メナールが発見し、1962年に『未刊のパスカルの作品』として発表。
- ラフュマ III-XV（セリエ772-785）  （パスカルの自筆原稿はない）

## 主要刊本

### ポール＝ロワイヤル版
ポール＝ロワイヤル修道院の神学者アントワーヌ・アルノー (1612-1694)、ピエール・ニコル (1625-95) 、パスカルの甥エチエンヌらが編集。1669年に約30部の限定版、1670年に一般向けの初版を出版。「パンセ」という通称もこれにより決まった。  
ポール＝ロワイヤルとジェズイット教会（イエズス会）との1650年代の激論のあとであり、出版許可を得るため、ジェズイット教会を刺激しないよう、パスカルの大胆な言葉は除き、加筆修正した。
1678年には、エチエンヌ・ペリエが主となって、40断章を加え、32章439断章て再版。
19世紀前半までは主にこの版で読まれた。
- Gallica 1670年版 1月2日発刊とされる2種の版の1つ
- Gallica 1678年版

### ブランシュヴィック版
レオン・ブランシュヴィック (1869-1944)   は哲学者。
自筆原稿を重視した校訂後に、彼が考えたテーマ別の配列で14章に分け、通し番号をつけた。
- 1897年 Hachette社から出版。
- 1904年 同社『フランス大作家叢書』のパスカルの部に再版。

これは20世紀に世界で愛された標準版になった。
- Gallica 1904年版の第1巻 解説と断章1-81
- Gallica 1904年版の第2巻 断章82-555
- Gallica 1904年版の第3巻 断章556-956

#### 代表的な日本語訳
- 由木康訳  白水社 (1938)
- 津田穣訳 新潮社 (1950)
- 松浪信三郎訳 河出書房 (1955)・筑摩書房 (1958)
- 前田陽一、由木康訳 中央公論社 (1966)
- 田辺保訳 角川文庫 (1968)

### ラフュマ版
ルイ・ラフュマ (1890-1964) は、本業は製紙業の在野学者。
1938年のトゥルヌールの、第1写本こそ最初の写本である、第2写本はその写しであるという説を受け継いだ。
また「目次」を手がかりに、第1写本の順序はパスカルの意図を反映するとして編集した。

#### 2種類の刊本
- Delmas社版 初版1947年。   Bファイルの断章のうち、意味がAファイルに近いものは、Aファイル群に含めて編集。
- Luxembourg社版 初版1951年。第1写本の形式で、AファイルとBファイルをわけて編集。

#### 日本語訳
- 田辺保訳 パンセ：ルイ・ラフュマ版による 新教出版社 1966 （デルマス社版に準拠）
- 松浪信三郎訳 定本パンセ 講談社文庫 1971
- 田辺保訳 パスカル著作集 6,7 教文館 1981,1982
- 塩川徹也訳 パンセ[注 10] 岩波文庫 2015-2016

### セリエ版
フィリップ・セリエ (1931- )  はパリ第4大学ソルボンヌ大学の名誉教授。
メナールの研究をうけ、第2写本が1670年頃の完成型写本であるとして、それに従った版。
- Blaise Pascal. Pensees. per Philippe Sellier, Paris, Mercure de France, 1976 （改版多数。2023年時点でセリエ版の日本語訳はない。）

## 各版断章の対照表
各ファイルの冒頭と終わりの断章、およびブランシュヴィック版の冒頭断章をあげ、
ラフュマ版（1963年版）、セリエ版（2000年のG. Ferreyrollesの注釈版）、ブランシュウィック版の章と通し番号、自筆原稿集内のページ数を対比し、訳文冒頭を記した。
「考える葦」「クレオパトラの鼻」といった有名断章なども含めた。
表の初期状態は塩川訳岩波文庫の『パンセ』の配列順。
各版の番号対照表と冒頭訳文は塩川に、自筆原稿ページ数は田辺によったが、
各版の対応や原文の校訂は、Descotes と ProustによるWeb "Pensees de Pascal"で詳細に確認できる。
| ファイル                             | ラフュマ | セリエ      | ブランシュヴィック | 自筆原稿集                                       | 冒頭文                                                   |
| ------------------------------------ | -------- | ----------- | ------------------ | ------------------------------------------------ | -------------------------------------------------------- |
| 「目次」                             | -        | S1          | -                  | -                                                | 順序 むなしさ みじめさ 倦怠                              |
| A1 順序                              |          |             |                    |                                                  |                                                          |
| A1                                   | L1       | S37         | 9 B596             | 27                                               | 「詩編」はあまねく大地でうたわれる。                     |
| A1                                   | L4       | S38         | 3 B184             | 29                                               | 神を探究するように促すための手紙。                       |
| A1                                   | L6       | S40         | 2 B60              | 25                                               | 第一部 神なき人間の悲惨。第二部 神と共にある人間の至福。 |
| A1                                   | L9       | S43         | 5 B291             | 25                                               | 不正についての手紙の中で取り上げることとして、           |
| A1                                   | L12      | S46         | 3 B187             | 27                                               | 順序 人々は宗教を軽蔑し、憎み、                          |
| A2 むなしさ                          |          |             |                    |                                                  |                                                          |
| A2                                   | L13      | S47         | 2 B133             | 83                                               | 似かよった二つの顔。                                     |
| A2                                   | L52      | S85         | 6 B388             | 23                                               | 良識 彼らは追い詰められて、                              |
| A3 みじめさ                          |          |             |                    |                                                  |                                                          |
| A3                                   | L53      | S86         | 7 B429             | 23                                               | 人間の卑しさ。獣に服従し、獣をあがめるまでに。           |
| A3                                   | L66      | S100        | 5 B326             | 70                                               | 不正 法律は正しくないと民衆に言うのは危険だ。            |
| A3                                   | L76      | S111        | 2 B73              | 70                                               | それでは魂にとっては、自分自身でさえ、                   |
| A4 倦怠および人間の基本的性質        |          |             |                    |                                                  |                                                          |
| A4                                   | L77      | S112        | 2 B152             | 75                                               | 思い上がり 好奇心はたいてい虚栄にすぎない。              |
| A4                                   | L79      | S114        | 2 B128             | 469                                              | 倦怠を感じるのは、夢中になっていたことから               |
| A5 現象の理由                        |          |             |                    |                                                  |                                                          |
| A5                                   | L80      | S115        | 5 B317             | 406                                              | 尊敬とは、「窮屈な思いをせよ」ということだ。             |
| A5                                   | L104     | S136        | 5 B322             | 397                                              | 貴族とはなんと大きな特典だろう。                         |
| A6 偉大さ                            |          |             |                    |                                                  |                                                          |
| A6                                   | L105     | S137        | 6 B342             | 229                                              | もし獣が本能で行うことを知性で行っていたとしよう。       |
| A6                                   | L111     | S143        | 6 B339             | 222                                              | 手足も頭もない人間を私は思い描くことができる。           |
| A6                                   | L118     | S150        | 6 B402             | 405                                              | 人間の偉大さは欲心のただ中にさえ現れる。                 |
| A7 矛盾                              |          |             |                    |                                                  |                                                          |
| A7                                   | L119     | S151        | 6 B423             | -                                                | 人間の卑しさと偉大さを示した後で。                       |
| A7                                   | L131     | S164        | 2 B170             | 257                                              | 懐疑論者たちの議論の威力は、                             |
| A8 気晴らし                          |          |             |                    |                                                  |                                                          |
| A8                                   | L132     | S165        | 2 B170             | -                                                | 「もし人間が幸せならば、                                 |
| A8                                   | L139     | S171        | 2 B143             | 217                                              | 気晴らし 人々は子供のときから、                          |
| A9 哲学者                            |          |             |                    |                                                  |                                                          |
| A9                                   | L140     | S172        | 7 B466             | 197                                              | たとえエピクテトスが道を完璧に見出したとしても           |
| A9                                   | L146     | S179        | 6 B350             | 255                                              | ストア哲学者たち 彼らはこう結論する。                    |
| A10 最高善                           |          |             |                    |                                                  |                                                          |
| A10                                  | L147     | S180        | 6 B361             | -                                                | 最高善をめぐる争い きみが自分自身に満足し                |
| A10                                  | L148     | S181        | 7 B425             | 377                                              | 第二部 人間は信仰なしには真の善も正義も                  |
| A11 A.P.R                            |          |             |                    |                                                  |                                                          |
| A11                                  | L149     | S182        | 7 B430             | 317, 318, 321, 322, 325, 326, 57                 | A・P・R 始まり 不可解さを解きほぐした後で                |
| A12 始まり                           |          |             |                    |                                                  |                                                          |
| A12                                  | L150     | S183        | 3 B226             | 25                                               | 不信の徒たちは、理性に従うと公言している                 |
| A12                                  | L166     | S198        | 2 B183             | 27                                               | 私たちは、目の前に何か目隠しを置いて、                   |
| A13 理性の服従と使用                 |          |             |                    |                                                  |                                                          |
| A13                                  | L167     | S199のTitle | 4 B269             | 247                                              | 理性の服従と使用、そこに真のキリスト教がある。           |
| A13                                  | L168     | S199        | 3 B224             | 402                                              | 「聖体の秘跡など信じられない、云々。」                   |
| A13                                  | L188     | S220        | 4 B267             | 247                                              | 理性の最後の歩みは、自らを越えるものが                   |
| A14 この神の証明方法                 |          |             |                    |                                                  |                                                          |
| A14                                  | L189     | S221        | 7 B547             | 151                                              | イエス・キリストによる神。                               |
| A14                                  | L192     | S225        | 7 B527             | 416                                              | おのれのみじめさを知らずに                               |
| A15 人間の認識から神への移行         |          |             |                    |                                                  |                                                          |
| A15                                  | L193     | S226        | 2 B98              | 61                                               | 先入観は誤りに導く。                                     |
| A15                                  | L198     | S229        | 11 B693            | 1                                                | H5 人間の盲目と悲惨を目にして、                          |
| A15                                  | L200     | S231, 232   | 3 B206             | 63                                               | H3 人間は一本の葦にすぎない。                            |
| A15                                  | L202     | S234        | 7 B517             | 63                                               | 心慰めるがよい。きみは自分を当てにして、                 |
| A16 他宗教の誤り                     |          |             |                    |                                                  |                                                          |
| A16                                  | L203     | S235        | 9 B595             | 467                                              | 他宗教の誤り マホメットには権威がない。                  |
| A16                                  | L220     | S253        | 7 B468             | 465                                              | 他のいかなる宗教も自分を憎むことを                       |
| A17 宗教を愛すべきものにする         |          |             |                    |                                                  |                                                          |
| A17                                  | L221     | S254        | 12 B774            | 227                                              | イエス・キリストは万人のため。                           |
| A17                                  | L222     | S255        | 12 B747            | 227                                              | 肉的なユダヤ人と異教徒は悲惨な状況にある。               |
| A18 宗教の基礎および反論への返答     |          |             |                    |                                                  |                                                          |
| A18                                  | L223     | S256        | 8 B570             | 45                                               | 「表徴」の章に収められているが、                         |
| A18                                  | L244     | S277        | 3 B228             | 45                                               | 無神論者の反論 「しかし私たちにはいかなる                |
| A19 律法は表徴的であった             |          |             |                    |                                                  |                                                          |
| A19                                  | L245     | S278のTitle | 10 B647            | 29                                               | 律法は表徴的であった。                                   |
| A19                                  | L246     | S278        | 10 B657            | 19                                               | ユダヤ民族とエジプト民族は、                             |
| A19                                  | L274     | S305        | 10 B642            | 45                                               | 2つの聖書を同時に証明する                                |
| A19                                  | L276     | S307        | 10 B691            | 31                                               | 愚かしいおとぎ話をする人が二人いて、                     |
| A20 ラビの教え                       |          |             |                    |                                                  |                                                          |
| A20                                  | L277     | S308        | 9 B635             | 202                                              | ラビの教えの年代 引用頁は、                              |
| A20                                  | L278     | S309, 310   | 7 B446             | 267                                              | 原罪について ユダヤ人は原罪のことを                      |
| A21 永続性                           |          |             |                    |                                                  |                                                          |
| A21                                  | L279     | S311        | 10 B690            | 247                                              | ダビデあるいはモーセの一言、たとえば                     |
| A21                                  | L289     | S321        | 9 B608             | 255                                              | 肉的なユダヤ人はキリスト教徒と異教との                   |
| A22 モーセの証拠                     |          |             |                    |                                                  |                                                          |
| A22                                  | L290     | S322        | 9 B626             | 491                                              | もう一つの丸 族長たちはきわめて長寿であったが、          |
| A22                                  | L297     | S328        | 11 B702            | 491                                              | 自分たちの律法に対するユダヤ民族の熱意。                 |
| A23 イエス・キリストの証拠           |          |             |                    |                                                  |                                                          |
| A23                                  | L298     | S329        | 4 B283             | 59                                               | 秩序。聖書に秩序がないという反論に対して。               |
| A23                                  | L322     | S353        | 12 B802            | 489                                              | 使徒たちは、だまされたのでなければ、だましたのだ。       |
| A24 預言                             |          |             |                    |                                                  |                                                          |
| A24                                  | L323     | S354        | 12 B773            | -                                                | イエス・キリストによるユダヤ人と異邦人の滅亡。           |
| A24                                  | L348     | S380        | 11 B718            | 270                                              | ダビデの血統の永遠の統治、「歴代誌下」。                 |
| A25 個別の表徴                       |          |             |                    |                                                  |                                                          |
| A25                                  | L349     | S381        | 10 B652            | 15                                               | 個別の表徴 二重の律法、律法の二重の板、                  |
| A25                                  | L350     | S382        | 9 B623             | 19                                               | ヤフェトから系図がはじまる。                             |
| A26 キリスト教の道徳                 |          |             |                    |                                                  |                                                          |
| A26                                  | L351     | S383        | 7 B537             | 412                                              | キリスト教は奇妙千万だ。                                 |
| A26                                  | L376     | S408        | 7 B484             | 419                                              | 二つの掟があれば、それだけで、キリスト教国家全体を       |
| A27 結論                             |          |             |                    |                                                  |                                                          |
| A27                                  | L377     | S409        | 4 B280             | 489                                              | 神を知ることから愛することまで、何と遠いのだろう。       |
| A27                                  | L382     | S414        | 4 B287             | 483                                              | 神を知ること 預言も証拠も知らずに                        |
| B1                                   | L383     | S2          | 3 B197             | -                                                | 大切なことを無視するほど鈍感であり、                     |
| B1                                   | L413     | S32         | 2 B162             | 487                                              | （前略）クレオパトラの鼻。もしそれがもう少し             |
| B1                                   | L417     | S36         | 7 B548             | 491                                              | 神を知ることはもとより、私たち自身は                     |
| B2                                   | L418     | S680        | 3 B233             | 3, 4, 7, 8                                       | 無限 無 私たちの魂は身体のうちに投げ込まれ、             |
| B2                                   | L426     | S680        | 7 B542             | 8                                                | 人間を、愛すべきものであると同時に幸福な                 |
| B3                                   | L427     | S681        | 3 B194             | -                                                | 彼らには、せめて学んでほしい。                           |
| B3                                   | L431     | S683        | 8 B560             | -                                                | 私たちには、アダムの栄光に満ちた状態も、                 |
| B4                                   | L432     | S684        | 3 B194-2,3         | 205                                              | 自己愛、そしてそれは、私たちが動転せずに                 |
| B4                                   | L435     | S687        | 9 B621             | -                                                | 創造と洪水が過ぎ去り、神はもはや                         |
| B5                                   | L436     | S688        | 9 B628             | -                                                | ユダヤの民の古さ 同じ書物といっても、                    |
| B5                                   | L449     | S690        | 8 B556             | -                                                | 彼らは自分たちが知りもしないことを言いののしる。         |
| B5                                   | L450     | S690        | 7 B494             | -                                                | 真の宗教であれば、偉大と悲惨を教え、                     |
| B6                                   | L451     | S691        | 9 B620             | 297, 298, 341                                    | ユダヤ民族の優れた点 この探究においては、                |
| B7                                   | L452     | S692        | 9 B631             | 333                                              | ユダヤ人の誠実さ 彼らは愛をこめて                        |
| B8                                   | L453     | S693        | 9 B610             | 239, 240, 243, 244                               | 真のユダヤ人と真のキリスト教徒が信じているのは           |
| B9                                   | L454     | S694        | 9 B619             | 335, 336, 339                                    | 私が目にするキリスト教は、それに先立つ                   |
| B9                                   | L455     | S695        | 11 B717            | 335                                              | 預言 ダビデにはつねに跡継ぎが                            |
| B10                                  | L456     | S696        | 9 B618             | 214                                              | このことには実質がある。すべての                         |
| B10                                  | L457     | S696        | 8 B572             | 214                                              | 使徒詐欺師説。時機は明瞭に、                             |
| B11                                  | L458     | S697        | 8 B588-2           | -                                                | 矛盾 宗教には、無限の知恵と愚かさがある                  |
| B11                                  | L482     | S717        | 4 B289             | -                                                | 証拠 一、キリスト教、その樹立によって                    |
| B12                                  | L483     | S718        | 11 B726            | -                                                | 預言 215。エジプトで。 タルムード                        |
| B13                                  | L484     | S719        | 11 B711            | 329, 330, 333                                    | 個別の事柄の予告 彼らはエジプトにあってよそ者であり、    |
| B14                                  | L485     | S720        | 11 B722            | 309, 311, 313, 315, 289, 291, 293, 295           | 「ダニエル書」第二章 あなたの占い師たちと                |
| B15                                  | L486     | S721        | 10 B682            | 339, 301, 303, 305, 307, 309                     | 「イザヤ書」第一章二十一節。                             |
| B15                                  | L486     | S733        | 10 B682            | 307                                              | 「エルサレムの預言者たちから汚れが                       |
| B16                                  | L487     | S734        | 11 B727            | 222                                              | メシアへの待望が続く間                                   |
| B16                                  | L488     | S734        | 12 B761            | 222                                              | ユダヤ人は彼をメシアとして受け入れまい                   |
| B17                                  | L489     | S735        | 11 B713            | 171, 173, 175, 177, 179, 181, 183, 185, 187, 189 | 帰還の望みのないユダヤ人の捕囚                           |
| B18                                  | L491     | S736        | 7 B439             | 277                                              | 損なわれた自然 人間は、彼の本性を                        |
| B18                                  | L490     | S736        | 11 B721            | 277                                              | われわれにはカエサルの他に王はいない。                   |
| B18                                  | L499     | S736        | 12 B792            | 277                                              | かつていかなる人がこれほどの光輝を                       |
| B19                                  | L500     | S737        | 11 B700            | 382                                              | 何と美しいことか、信仰の目で                             |
| B19                                  | L503     | S738        | 10 B675            | 145                                              | しかしながらこの契約は、ある人々を盲目にし、             |
| B20                                  | L504     | S672        | 4 B260             | 273                                              | 彼らは群集の中に身を隠し、                               |
| B20                                  | L508     | S676-9      | 6 B364             | 295                                              | 「まったく人は、自分に畏敬の念を                         |
| B21                                  | L509     | S669        | 1 B49              | 213                                              | 自然に仮面をつけ、変装させる。                           |
| B21                                  | L511     | S669        | 1 B2               | 229                                              | 正しい分別にも、異なった種類が                           |
| B22                                  | L512     | S670        | 1 B1               | 405, 406                                         | 幾何学の精神と繊細の精神の相違                           |
| B22                                  | L514     | S671        | 6 B356             | 169                                              | 体の糧は少しずつ。糧がいっぱいでも、                     |
| B23                                  | L515     | S452        | 1 B48              | 109                                              | ある文章の中で、同一の語の繰り返しがあり、               |
| B23                                  | L591     | S490        | 3 B186             | 142                                              | 「もしも彼らを恐れさせるばかりで、                       |
| B24                                  | L594     | S491        | 8 B576             | 65                                               | 教会に対するこの世の全般的な振舞い                       |
| B24                                  | L592     | S492        | 12 B750            | 11                                               | もしユダヤ人が全員、イエス・キリストによって             |
| B24                                  | L634     | S527        | 2 B97              | 1                                                | 人生で最も重要な事柄は職業の選択だが                     |
| B25                                  | L635     | S528        | 1 B13              | 441                                              | クレオビュリーヌの思い違い、彼女の                       |
| B25                                  | L729     | S611        | 14 B931            | 437                                              | 決疑論者 莫大な喜捨、穏当な悔い改め。                    |
| B26                                  | L730     | S612        | 12 B754            | 221                                              | CC「人間でありながら、おまえは自分を                     |
| B26                                  | L747     | S620        | 9 B589             | 213                                              | キリスト教が唯一の宗教ではないことについて               |
| B26                                  | L758     | S627        | 14 B857            | 229                                              | 明るさ－暗さ もし真理が                                  |
| B26                                  | L769     | S634        | 14 B903            | 221                                              | 汝ら途に立ちて、古き途につきて尋ねて、                   |
| B27                                  | L770     | S635        | 2 B103             | 227                                              | アレクサンドロスは貞潔であったが、                       |
| B27                                  | L781     | S644        | 4 B242             | 206                                              | 第二部のまえがき この題材を論じた人々                    |
| B27                                  | L791     | S645        | 12 B777            | 225                                              | 一般的な観点での結果と個別的な観点での結果。             |
| B28                                  | L792     | S646        | 2 B101             | 103                                              | もしもすべての人が互いに相手のことを                     |
| B28                                  | L793     | S646        | 12 B737            | 103                                              | それで私は他のすべての宗教を                             |
| B28                                  | L798     | S650        | 9 B612             | 163                                              | マルティアリスの『寸鉄詞』                               |
| B29                                  | L799     | S651        | 9 B612             | 39                                               | 「創世記」十七章「我が契約を                             |
| B29                                  | L820     | S660        | 8 B561             | 19                                               | 私たちの宗教の真理を説得するのに                         |
| B30                                  | L821     | S661        | 4 B252             | 195                                              | じっさい思い違いをしてはいけないから言う                 |
| B30                                  | L825     | S666        | 14 B901            | 206                                              | 反論があるように見える。                                 |
| B31                                  | L826     | S667        | 10 B673            | 270                                              | 「汝山にて示されし型にしたがいて作れ」                   |
| B31                                  | L829     | S668        | 6 B351             | 269                                              | 魂はときおり精神力のすべてを                             |
| B32                                  | L830     | S419        | 13 補遺            | -                                                | 私が、サン・シラン僧院長殿におたずね                     |
| B32                                  | L831     | S420        | 13 B810            | -                                                | 二番目の奇跡は最初の奇跡を前提とすることが               |
| B33                                  | L832     | S421        | 13 B803            | 235                                              | 出だし 奇跡が教義を識別し、                              |
| B33                                  | L858     | S437        | 13 B840            | 463                                              | 教会には三種類の敵がいる。                               |
| B34                                  | L859     | S438        | 13 B852            | 451                                              | 神の明らかな加護を受けている                             |
| B34                                  | L912     | S451        | 12 B781            | 344                                              | イエス・キリストはすべての人の                           |
| B35                                  | L971     | S415        | 9 B633             | 163                                              | エズラの作り話を反駁する                                 |
| B35                                  | L972     | S416        | 9 B634             | 411                                              | もしもエズラの作り話が信用できるのなら                   |
| B35                                  | L970     | S417, 418   | 9 B632             | 247                                              | エズラについて 書物が神殿と                              |
| ペリエ写本                           | L913     | S742        | メモリアル         | 冒頭D                                            | メモリアル 恩寵の年、1654年。                            |
| ペリエ写本                           | L948     | S769        | 10 B668            | 97                                               | 愛から遠ざかることによってしか                           |
| 自筆原稿集                           | L949     | S787        | 14 B930            | 163                                              | 私たちは彼らを可能なかぎり                               |
| 自筆原稿集                           | L969     | S803        | 7 B514             | 495, 496                                         | 「恐れつつあなたの救いを全うしなさい」                   |
| パスカルの蔵書                       | I        | S813        | -                  | -                                                | 宣誓 署名 こうしてイエズス会師たちは                     |
| 第1写本の追紙                        | II       | S741        | -                  | -                                                | というのも、これらのことが                               |
| 以下はパスカルの自筆が存在しないもの |          |             |                    |                                                  |                                                          |
| ポール＝ロワイヤル版                 | L975     | S739        | 4 B275             | -                                                | 人々はしばしば想像力を心の直感と                         |
| ポール＝ロワイヤル版                 | L976     | S740        | 1 B19              | -                                                | 著作を書いていて最後に見つかるのは                       |
| ペリエ写本                           | L978     | S743        | 2 B100             | -                                                | 自己愛つまり人間的な                                     |
| ペリエ写本                           | L982     | S770        | -                  | -                                                | われわれは多様性から画一性を作り                         |
| 第2写本の追記                        | L973     | S698        | 14 B919            | -                                                | これは民衆とイエズス会師たちの                           |
| 第2写本の追記                        | L974     | S771        | 14 B949            | -                                                | 国家における平和の目的は                                 |
| ド・フルーリー草稿                   | III      | S772        | -                  | -                                                | 恩恵によって内的に革新した                               |
| ド・フルーリー草稿                   | L984     | S781        | 3 B216             | -                                                | 恐れなければならないのは、                               |
| ド・フルーリー草稿                   | XV       | S785        | -                  | -                                                | 神は隠れている。しかし                                   |
| ヴァラン文書                         | L977     | S786        | 5 B320-2           | -                                                | 世の中で最も理不尽なことが、                             |
| ゲリエ写本                           | L983     | S804        | 4 B276             | -                                                | ロアネーズ公は言っていた。                               |
| ゲリエ写本                           | L993     | S812        | 14 B909            | -                                                | これらの決疑論者たちがこぞって                           |
| その他                               | L1000    | -           | 1 B43              | -                                                | 自分の著作のことを                                       |
| その他                               | L1001    | -           | 2 B77              | -                                                | 「私はデカルトを赦すことができない。                     |
| その他                               | L1010    | -           | -                  | -                                                | パスカル氏にいわせれば、                                 |